# ليام مكارثر
ليام مكارثر هو سياسي بريطاني، ولد في 8 أغسطس 1967 في إدنبرة في المملكة المتحدة. نشط حزبياً في Scottish Liberal Democrats ‏ والديمقراطيون الليبراليون. في 2016 Scottish Parliament election ‏، انتخب Member of the 5th Scottish Parliament ‏ عن دائرة Orkney (Scottish Parliament constituency) ‏ وقد انضم خلال فترته النيابية ‏ (5 مايو 2016 – ) للكتلة البرلمانية Scottish Liberal Democrats ‏ وفي الانتخابات النيابية العمومية الاسكتلندية 2011 ‏، انتخب عضو البرلمان الاسكتلندي الرابع ‏ عن دائرة Orkney (Scottish Parliament constituency) ‏ وقد انضم خلال فترته النيابية ‏ (5 مايو 2011 – 24 مارس 2016) للكتلة البرلمانية Scottish Liberal Democrats ‏ وفي الانتخابات النيابية العمومية الاسكتلندية 2007 ‏، انتخب عضو البرلمان الاسكتلندي الثالث ‏ عن دائرة Orkney (Scottish Parliament constituency) ‏ وقد انضم خلال فترته النيابية ‏ (3 مايو 2007 – 22 مارس 2011) للكتلة البرلمانية Scottish Liberal Democrats ‏.

## وصلات خارجية
- الموقع الرسمي